# Giardino dei Ciucioi
Il giardino Bortolotti, meglio noto come giardino dei Ciucioi, è un giardino terrazzato ottocentesco situato a pochi passi dal centro storico del comune di Lavis, gestito dall'Ecomuseo Argentario.

## Storia

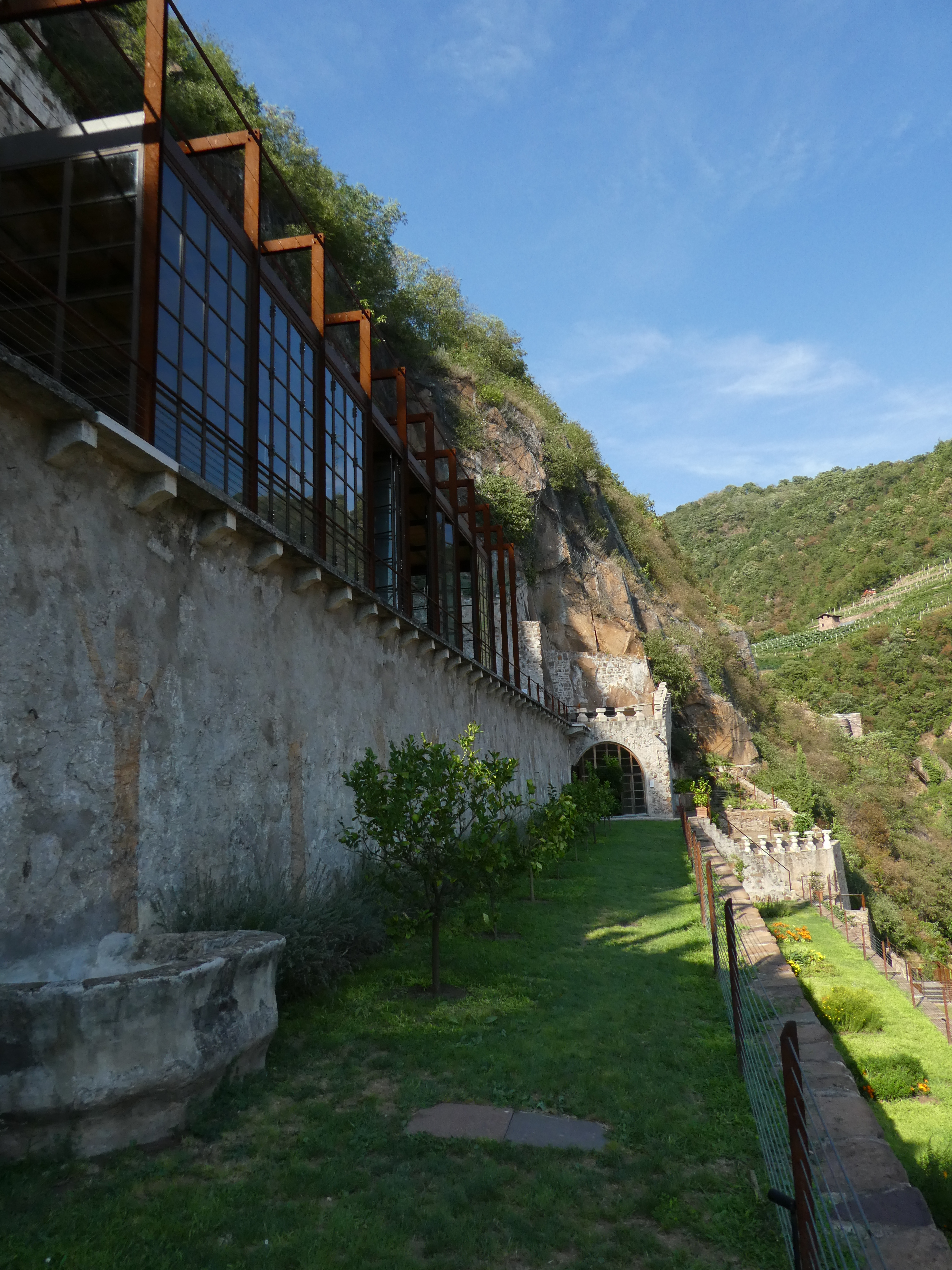
Scorcio del giardino

Il giardino fu ideato e realizzato per volontà dell'imprenditore Tommaso Bortolotti, stimato cittadino ed ex sindaco di Lavis. 
La costruzione del giardino durò circa 20 anni e fu condotta tra il 1840 e il 1860 a seguito di un investimento di oltre 60.000 fiorini dell'epoca.
Il giardino ospitava piante rare ed esotiche disposte in due serre vetrate tra cui palme, magnolie, limoni, aranci, nespole del Giappone, piante officinali ed aromatiche.
Durante la Grande guerra il giardino subì diversi danni e nel corso degli anni, nonostante alcuni interventi di manutenzione, il Giardino perse l'antico splendore e si ridusse l'interesse per il monumento.
Nel 1999 il giardino è stato acquistato dal Comune di Lavis, che l'ha sottoposto a restauro negli anni seguenti, e dal 2019 è accessibile con visite guidate curate dall'Ecomuseo Argentario.

## Descrizione
(Carlo Sette, Il Giardino Bortolotti detto Ciucioi in Lavis, 1927)
Il giardino dei Ciucioi è un esempio di architettura romantica che integra elementi eclettici e pittoreschi ottocenteschi. Si sviluppa in un percorso a rampa elicoidale, alla cui sommità si trova la casa del giardiniere, in cui si susseguono terrazzamenti e curiose strutture: la facciata di una chiesa neogotica; un castello con porticato; un criptoportico; una loggia rinascimentale; guglie moresche.